# آنوکسومر
آنوکسومر (به انگلیسی: Anoxomer) با فرمول شیمیایی variable یک ترکیب شیمیایی است؛ که جرم مولی آن متغیر می‌باشد.